# جونغ هي سونغ
جونغ هي سونغ (الكورية: 정희성) هو شاعر كوري جنوبي، ولد في 21 فبراير 1945 في تشانغوون في كوريا الجنوبية.